# ベン＝アミー・シロニー
ベン＝アミー・シロニー（ヘブライ語: בן-עמי שילוני、英語: Ben-Ami Shillony　1937年10月28日 - ）は、イスラエルの歴史学者。ヘブライ大学名誉教授。イスラエル日本学会名誉会長。日本では一連の日本人論の著作が翻訳出版されている。

## 経歴
ポーランド生まれ。ホロコーストを逃れ、1948年にイスラエルへ移住した。
エルサレムのヘブライ大学にて歴史と哲学を専攻し、修士号を取得。修士論文は「広島・長崎に投下された原爆への一考察」であった。国際基督教大学とプリンストン大学に留学、博士号を取得した。ヘブライ大学教授に就任後は、東京大学やカリフォルニア大学バークレー校、オックスフォード大学、ケンブリッジ大学にて客員研究員を務めたほか、ヘブライ大学トルーマン記念平和研究所所長にも就いた。
- 1971年：エルサレム・ヘブライ大学東洋学部教授
- 1991年：ハーバード大学客員教授
- 2000年：日本研究が評価されて勲二等瑞宝章受章
- 2007年：ヘブライ大学名誉教授
- 2010年：国際交流基金賞受賞
- 2012年：イスラエル科学アカデミー会員
- 2021年：イスラエル賞受賞

## 日本との関係
皇位継承問題を巡っては、ユダヤ教のコーヘーン（Kohen）が男子継承であることを引き合いに、皇統は男系継承が日本の在り方との立場で、2006年3月に日本武道館で開催された反対集会にメッセージを寄せている。

## 著書

### 単著
- 『日本の叛乱―青年将校たちと二・二六事件』（河野司訳、河出書房新社、1975年）
- 『ウォータイム ジャパン　ユダヤ人天皇学者が見た独裁なき権力の日本的構造』（古葉秀訳、五月書房、1991年）
- 『ユダヤ人と日本人―成功したのけ者 異端視され、迫害されながら成功した両民族』（仲山順一訳、日本公法、1993年、再版1995年）
- 『母なる天皇　女性的君主制の過去・現在・未来』（大谷堅志郎訳、講談社、2003年）
- 『ユダヤ人と日本人の不思議な関係』（立木勝訳、成甲書房、2004年）
- 『日本の強さの秘密』（青木偉作・上野正訳、日新報道、2013年）
副題：ユダヤ人が歴史から読み解く日本の精神、なぜ、われわれは日本の天皇に関心を持つか

### 共著
- 『天皇陛下の経済学―日本の繁栄を支える神聖装置』（山本七平共著・監訳、光文社カッパ・ビジネス、1982年／光文社文庫、1986年）
- 『誤訳される日本―なぜ、世界で除け者にされるのか』（山本七平共著・監訳、光文社カッパ・ビジネス、1986年）
- 『千年期の発想 ミレニアムからの警告―愛国心が日本を亡ぼす』（山本七平共著・監訳、光文社カッパ・ビジネス、1989年）
- 『日本とユダヤ　その友好の歴史』（河合一充共著、ミルトス、2007年）、Kindle版2019年
- 『なぜ日本中枢の超パワーは「天皇」なのか』（中丸薫共著、ヒカルランド、2012年）